# Anatol Smîșleaev
Anatol Smîșleaev (în rusă Анатолий Петрович Смышляев, n. 30 mai 1949, Republica Moldova) este un pictor scenograf, grafician și ilustrator din Republica Moldova. Este membru al Uniunii Cineaștilor și al Uniunii Artiștilor Plastici din Republica Moldova.

## Studii
1964-1968, Școala Republicană de Arte Plastice I. Repin din Chișinău 
1971-1977,  Institutul Unional de Cinematografie din Moscova, specialitatea: „pictor-animator", clasa profesorilor: B. Nemenschi și A. Sazonov.

## Activitate profesională
Pictor-decorator la Teatrul de Păpuși Licurici (1968; 1970-1971); pictor-scenograf la studioul Moldova-Film; pictor netitular la Editura Artistică  (1981-prezent); autor ilustrații de cărți pentru copii și scenografie la 4 filme de desene animate.
Membru al U.A.P. din RSSM (1989). Membru al Uniunii Cineaștilor (1987).
Membru al Uniunii Cineaștilor și Uniunii Artiștilor Plastici din Republica Moldova

## Lucrări
A. Smîsleaev a ilustrat circa 200 de carți, printre care sunt: povești populare moldovenești și ruse, povești de Frații Grimm, Charles Perrault, Hans Christian Andersen, Contesa de Ségur; "O bucată de cretă de T. Știrbu; culegerea "Povești", "Privighetoarea" de S. Vangheli; "Voinicel din grupa mare", "Buș-Lăbuș" de A. Scobioală; "Grapette, The Runaway Who Rolled Away " de S. Konnicova; cărțile lui S. Evstratiev și multe alte. 

## Filme de desene animate
- Norul, 1978, animație – regizor;
- Cu picioare străine, 1979, animație – pictor scenograf principal;
- Haiducul, 1986, animație – pictor scenograf principal, Gran Prix la Festivalul Internațional de Film de la Cannes, Franța;
- Dragonul și soarele, 1987, animație – pictor scenograf principal.

## Expoziții
Republicane (1979, 1981, 1982, 1997); 
Unionale (1984, 1986);

### În străinătate:
- 1985 și 1987, Biennale di Illustrazione di Bratislava (BIB);
- 1990, A II-a ediție a Expoziției Licitație a artiștilor de teatru și cinema, Moscova;
- 1990, Utiug, №8 (FECO), Moscova
- 1993, Prima ediție a Festivalului Internațional de Caricaturi Barter, Moscova
- 2000, Profesor și Ucenici, Malîi Manej, Moscova.

Lucrările lui A. Smîșleaev se află în colecțiile de stat și private din Chișinău, București, Odesa, Kiev, Moscova, Sankt-Petersburg, Bratislava, Florida .

## Distincții
A. Smîșleaev este laureat al multor concursuri  internationale de grafică și lustrație. 
Diplomă și premiul pentru cea mai bună realizare plastică a filmului animat Haiducul: Kiev (1985), Tbilisi (1985), Alma-Ata (1986) Grand Prix la festivalul XXXIX de la Cannes Film Festival (1986).